# Woodwardia media
Woodwardia media là một loài thực vật có mạch trong họ Blechnaceae. Loài này được (R. Br.) T. Moore miêu tả khoa học đầu tiên năm 1857.